# العلاقات الأندورية اللبنانية
العلاقات الأندورية اللبنانية هي العلاقات الثنائية التي تجمع بين أندورا ولبنان.

## مقارنة بين البلدين
هذه مقارنة عامة ومرجعية للدولتين:
| وجه المقارنة                                              | أندورا                                                     | لبنان                                                                |
| --------------------------------------------------------- | ---------------------------------------------------------- | -------------------------------------------------------------------- |
| المساحة (كم2)                                             | 468                                                        | 10.45 ألف                                                            |
| عدد السكان (نسمة)                                         | 76.18 ألف                                                  | 6.10 مليون                                                           |
| الكثافة السكانية (ن./كم²)                                 | 16.28 ألف                                                  | 583.73                                                               |
| العاصمة                                                   | أندورا لا فيلا                                             | بيروت                                                                |
| اللغة الرسمية                                             | اللغة الكتالونية                                           | اللغة العربية، لغة فرنسية                                            |
| العملة                                                    | يورو                                                       | ليرة لبنانية                                                         |
| الناتج المحلي الإجمالي (بليون دولار)                      | 3.01 مليار                                                 | 51.84 مليار                                                          |
| الناتج المحلي الإجمالي (تعادل القوة الشرائية) بليون دولار |                                                            | 81.54 مليار                                                          |
| الناتج المحلي الإجمالي الاسمي للفرد دولار أمريكي          |                                                            | 8.05 ألف                                                             |
| الناتج المحلي الإجمالي للفرد دولار أمريكي                 |                                                            | 17.46 ألف                                                            |
| مؤشر التنمية البشرية                                      | 0.858                                                      | 0.769                                                                |
| رمز المكالمات الدولي                                      | +376                                                       | +961                                                                 |
| رمز الإنترنت                                              | .ad                                                        | .lb                                                                  |
| المنطقة الزمنية                                           | ت ع م+01:00، توقيت وسط أوروبا، ت ع م+02:00، أوروبا/أندورا ‏ | ت ع م+02:00، ت ع م+03:00، توقيت شرق أوروبا، توقيت شرق أوروبا الصيفي ‏ |

## منظمات دولية مشتركة
يشترك البلدان في عضوية مجموعة من المنظمات الدولية، منها:
| علم المنظمة | اسم المنظمة                   | تاريخ انضمام أندورا | تاريخ انضمام لبنان |
| ----------- | ----------------------------- | ------------------- | ------------------ |
|             | الاتحاد الدولي للاتصالات      | 12 نوفمبر 1993      | 12 يناير 1924      |
|             | منظمة حظر الأسلحة الكيميائية  | ?                   | ?                  |
|             | يونسكو                        | 20 أكتوبر 1993      | 4 نوفمبر 1946      |
|             | الأمم المتحدة                 | 28 يوليو 1993       | 24 أكتوبر 1945     |
|             | منظمة الشرطة الجنائية الدولية | ?                   | ?                  |

## وصلات خارجية
- موقع وزارة الخارجية الأندورية